# Lepanthes grossiradix
Lepanthes grossiradix är en orkidéart som beskrevs av Carlyle August Luer och Alexander Charles Hirtz. Lepanthes grossiradix ingår i släktet Lepanthes och familjen orkidéer. Inga underarter finns listade i Catalogue of Life.